# Борсо д’Есте
Борсо д’Есте (на италиански: Borso d'Este; * 24 август 1413, Ферара, Маркграфство Ферара; † 20 август 1471, Ферара, Херцогство Ферара) от рода Есте е последен маркиз на Ферара и първи херцог на Ферара, Модена и Реджо, известен меценат.
Борсо е в центъра на създаването на Ферарската живописна школа. Известна е изготвената за него Библия, която е ценен паметник на миниатюрата от Ранния Италиански ренесанс. 
Неговият образ като великодушен покровител на изкуството е идеализиран.

## Произход
Той е незаконен син на Николо III д’Есте (* 1383, † 1441), маркграф на Ферара, управител на Модена и Реджо, и на метерсата му Стела де Толомеи (* ок. 1386, † 1419). Негови дядо и баба по бащина линия са Алберто V д’Есте, господар на Ферара и Модена, и Изота Албарезани, а по майчина – Джовани де Толомеи и неизвестна жена. Има двама братя и една сестра:
- Уго, познат и като Уго Алдобрандино (* 1405; † 1425), обезглавен поради връзката му с мащехата му Паризина Малатеста.
- Леонело (* 1407; † 1450), узаконен,  маркиз на Ферара, господар на Модена, Реджо, Полезине и Гарфаняна, съпруг на Маргерита Гонзага и на Мария Арагонска, извънбрачна дъщеря на Алфонсо V, крал на Арагон
- Орсина, съпруга на Алдобрандино Рангони от Модена, юрист, на Николо II Малатеста, нар. Коко и на Андреа Гуаленго, общински съветник

Има и един полубрат и две полусестри от втория брак на баща си, сред които господарката-консорт на Римини Джиневра д’Есте, двама полубратя от третия му брак – Ерколе I, 2-ри херцог на Ферара, Модена и Реджо, и Сиджизмондо I, господар на Сан Мартино, Кампогалиано, Кастеларано, Сан Касиано и Роделя, губернатор на Реджо, губернатор и наместник на Херцогство Ферара, както и осем полубратя и девет полусестри от негови извънбрачни връзки, сред които Изота, херцогиня-консорт на Урбино, и Балдасаре д'Есте, художник.

## Биография
Борсо наследява брат си Леонело д’Есте на 1 октомври 1450 г. Получава титлата на херцог на Модена и Реджо от император Фридрих III Хабсбург на 18 май 1452 г. Срещата се състои по време на прием по случай сватбата между Бартоломео Пендалия и Маргерита Костабили, която е отпразнувана в един от най-разкошните патрициански домове на Есте от този период – Палат Пендаля.
Неговата политика винаги е съсредоточена върху опита за разширяване на държавата на Есте и облагородяване на рода Есте. Желанието му да получи херцогска титла за своите владения трябва да се разглежда от тази гледна точка. Във външната политика той е много близък с Венецианската република и се противопоставя както на Франческо I Сфорца, така и на семейство Медичи поради стари проблеми, които се състоят в  опита на Филипо Мария Висконти, последният херцог на Милано от семейство Висконти, да накара представител на Есте да го наследи в Милано. Тези разногласия довеждат до напразната битка при Рикардина на 25 юли 1467 г., в която няма нито победители, нито губещи.
Дворът на Борсо е център на Ферарската школа по живопис, към която принадлежат Франческо дел Коса, Ерколе де’ Роберти, Козимо Тура и Антонио Марескоти.
В последващите традиции (като например в поемата „Бесният Орландо“ на Лудовико Ариосто) Борсо се разглежда като великодушен и просветен владетел, преди всичко поради факта, че е допуснал законния клон на рода Есте (представляван от Ерколе I д’Есте като син на Николо III и третата му съпруга Ричарда да Салуцо) да се върне на власт. В действителност Борсо е голям скъперник, когато става дума за култура: известен е епизодът, в който Франческо дел Коса, един от авторите на стенописите в Салона на месеците в Палат „Скифаноя“ във Ферара, поисква по-голяма компенсация за работата си и след отказа на Борсо отива в Болоня, за да основе своя живописна школа. Славата на Борсо като клиент е свързана с известната Библия, илюстрирана от Тадео Кривели, и е едно от най-великите миниатюрни произведения на Италианския ренесанс. 
Борсо е с по-малко образование (за разлика от брат си Леонело), но с прагматично отношение към изкуството като начин за увеличаване на своята популярност и пропаганда на своето величие. Така той е изобразяван от художниците като идеален владетел, макар далеч да не е бил такъв.
На 14 април 1471 г. папа Павел II го прави първи херцог на Ферара, но Борсо умира няколко месеца по-късно, на 20 август 1471 г. на 57 г. Борсо не е женен и няма деца. Наследява го еднокръвния му брат Ерколе I д’Есте.